# Centre africain de management et de perfectionnement des cadres
Le Centre africain de management et de perfectionnement des cadres (CAMPC), est une institution d'enseignement supérieur à vocation professionnelle qui opère conjointement dans six États Africains tel que le Bénin, le Burkina Faso, la Côte d'Ivoire, le Gabon, le Niger et le Togo.

## Historique
Fondé en 1975 en tant qu'établissement d'enseignement supérieur à vocation professionnelle, le centre africain de management et de perfectionnement des cadres avait été conçu  Initialement pour répondre aux besoins de formation des cadres dans la région. Il est rapidement devenu un acteur majeur dans le domaine de la formation continue et du perfectionnement professionnel. Il regroupe  six États membres, à savoir le Bénin, le Burkina Faso, la Côte d'Ivoire, le Gabon, le Niger et le Togo. Il jouit d'un statut diplomatique et son siège est situé à Abidjan, en Côte d'Ivoire.

## Organisation
Le centre africain de management et de perfectionnement des cadres est dirigé par un Conseil d'Administration composé de deux représentants de chacun des États membres, l'un représentant le gouvernement et l'autre représentant l'organisation des employeurs. Le Conseil d'Administration supervise les activités et les orientations stratégiques de l'institution. Le centre africain de mangement et de perfectionnement des cadres remplit trois missions, comprenant la formation permanente et le perfectionnement des personnes en emploi, le conseil et l'assistance, ainsi que la recherche.
Au cours de ses quatre décennies d'existence, le CAMPC a formé plus de 40 000 cadres professionnels de tous les secteurs d’activités aussi bien en Côte d’Ivoire, en Afrique que dans le monde